# Kő-lyuk
A Kő-lyuk elsősorban régészeti jelentőségű barlang. Magyarország fokozottan védett barlangjai közül az egyik. A Bükki Nemzeti Park területén található Parasznya szélén helyezkedik el. Turista útikalauzokban is ismertetve van.

## Leírás
A Bükk-vidéken található bükk-fennsíki Kis-fennsíkon, a Kőlyuk-galya déli oldalán, a Hillebrand Jenő-barlang szomszédságában található. Mivel le van zárva egy denevérvédelmi szempontból kialakított ráccsal, kizárólag a Bükki Nemzeti Park Igazgatóság engedélyével látogatható. A 441 méter tengerszint feletti magasságban, egy sziklafal tövében nyíló barlang hazánk egyik legérdekesebb, valószínűleg még számos titkot rejtő kultúrtörténeti értéke.
A triász időszaki mészkőben kialakult, inaktív forrásbarlang. A megvizsgált üledékek szerint víznyelő is volt. A járatai változatos formájú cseppkövekkel, valamint hegyitejjel díszítettek. Hossza 623 méter. Jelentős denevértanya. A Bükki Nemzeti Park Igazgatóság engedélyével látogathatók a barlangnak az idegenforgalom számára nem megnyitott szakaszai. Barlangjáró alapfelszerelés elég a látogatásához.
Gyakran összekeverték, illetve nem tettek pontos különbséget a régészeti leírásokban a Kő-lyuk és a régen Kőlyuk II-nek nevezett Hillebrand Jenő-barlang között. 1976-ban volt először Kő-lyuknak nevezve a barlang az irodalmában. Előfordul a barlang az irodalmában Andókúti-barlang (Kordos 1984), Kő-lyuk I. (Kordos 1978), Kőlyuk I. (Kordos 1977), Kőlyuk I. barlang (Bertalan 1976), Kőlyuk I. sz. barlang (Kordos 1984), Kőlyuk 3. barlang (a Kő-lyuk 3. név egy másik barlang neve), Kőlyuk-barlang (Bajomi 1977), Kő-lyuk Cave (Takácsné, Eszterhás, Juhász, Kraus 1989), Kőlyuk No. 1 Cave (Kordos 1977), Medve-koponyás, Medvekoponyás-barlang, Nagykőlyuk (Kordos 1984), Nagy-kő-lyuk (Regős, Ringer 2003) és Nagy-Kő-lyuk (Hevesi 2002) neveken is.

## Régészeti leletek
Az egyetlen, megmunkált, de jellegtelen kovadarab valószínűleg a paleolitikumot képviseli. Kadić Ottokár és Klein József 1950-ben három darab egymással szembefordított barlangi medve koponyát talált, melyek azonban másnapra eltűntek a lelőhelyről, mert az ásatók nem szedték fel azokat. A belső részeken, két helyen talált medvekoponya-depozíció, vagyis az ember által elhelyezett koponyák miatt, Vértes feltételesen az aurignaci kultúra lelőhelyei közé sorolta a barlangot. Ennek ellentmond, hogy az egyik depozíció helye alatt 1999-ben bronzkori temetkezés nyomait találták. A helyet a régi álláspont szerint feltehetően kultikus célokra használta az őskőkorszak embere. Jelenleg az a valószínűbb, hogy az egyik koponyát egy itt eltemetett bronzkori személy sírja elé, talán őrzőnek állították.
A kyjatice-kultúra emlékeit, elsősorban cseréptöredékeket, a barlang felszínén találták meg a régészek. A Magyar Nemzeti Múzeum szakemberei, Markó András és Holl Balázs cölöpnyomokat találtak a barlangban 2002-ben. Ekkor a vezetőjük, Regős József, pedig a képződmények, feltehetően festéknyerés céljából történő megfaragását dokumentálta. A könnyen porrá alakítható, fehér hegyitejet talán festékként használták a korabeli emberek.
A barlang és előtere biztosan használatban volt, vagy legalábbis ismert és nyitott volt az újkőkorszaki bükki kultúra, a bronzkor és a kora vaskori kyjatice-kultúra, valamint a császárkor idején is.

## Kutatástörténet
A régóta ismert, nyitott bejáratú barlang előterében Kadić Ottokár 1913-ban végzett ásatást. 1944-ben Mottl Máriával tért vissza és ekkor fedezték fel a barlang belső részeit. 1947-ben Saád Andor a Felső-folyosó bejáratánál talált egy megmunkált kovaszilánkot a barlang kutatása közben, amelyet Megay Géza, Nemeskéri János és Szabadkay Béla társaságában végzett.
Kadić Ottokár Kretzoi Miklós közbenjárására a Földtani Intézet anyagi támogatásával és Klein József segítségével 1950-ben, július 7-étől augusztus 20-áig újból feltárást végzett itt. Ez volt Kadić Ottokár utolsó ásatása. Kadić Ottokár, Saád Andor és Nemeskéri János ásatásairól hivatalos ásatási jegyzőkönyv nem ismert, a Herman Ottó Múzeumban találhatók a leletek. 1950-ben Megay Géza leletmentő és rétegtisztázó ásatást végzett. 1951-ben Venkovits István a járatokból kinyerhető guanókészletek után vizsgálódott és ekkor készült el első barlangtérképe. Ebben az évben Gábori Miklós négy napos eredménytelen leletmentést végzett előterében.
1951-ben a Művelődési és Közoktatási Minisztérium által miniszteri határozattal régészeti védelem alá helyezett lelőhely. 1958-ban Vértes László helyszíni szemlét tartott Kőfalusi Endre miskolci turista bejelentése alapján, amelynek alapján a barlangot a régészeti szempontból fontos barlangok sorába illesztette. A terepbejáráson egy rossz állapotú barlangi medve koponya került elő egy annyira szűk helyről, ahová csak emberkéz tehette. Ekkor készült el második barlangtérképe, amelyet 1965-ben nyomtatásban is megjelentetett Vértes László. 1975-ben a MEAFC Marcel Loubens Barlangkutató Szakcsoport megállapította, hogy az Udvar-kő összefügg a Kő-lyuk barlangcsoporttal, név szerint a Kő-lyukkal, a Kő-lyuk 3.-mal és a Hillebrand Jenő-barlanggal.
1976-ban vált országos jelentőségű barlanggá az 5300-as (Bükk) barlangkataszteri területen lévő Kőlyuk I., amely Varbón helyezkedik el. Az 1976-ban befejezett, Magyarország barlangleltára című kéziratban az olvasható, hogy a Kőlyuk I. barlang a Bükk hegységben, Miskolcon (Varbón) helyezkedik el. A Kőlyuk-galya D-i oldalában, a hegycsúcs alatt, sziklafal tövében van a bejárata. Bejárati terme nagyméretű. A barlang kb. 150 m hosszú és kb. 30 m mély. Több szintű, két nagyon nagy teremből áll. Turisztikai hasznosítása van. Kitöltéséből nagyon sok barlangi medve csont került elő. Fokozott védelemre szorul. A kézirat barlangra vonatkozó része 1 irodalmi mű alapján lett írva.
Az 1976-ban kiadott, Bertalan Károly és Schőnviszky László által összeállított Magyar barlangtani bibliográfia barlangnévmutatójában meg van említve a Bükk hegységben, Varbón lévő barlang Kő-lyuk néven. A barlangnévmutatóban fel van sorolva 3 irodalmi mű, amelyek foglalkoznak a barlanggal. Az 1977. évi Karszt és Barlangban megjelent, Bajomi Dániel által írt tanulmány szerint a Porrhomma rosenhaueri hungaricum nevű pók endemikus a Kőlyuk-barlangban és előfordul a barlangban Lepthyhantes pisai bükkensis (pók) is. A tanulmányban van egy Magyarország térkép, amelyen a Magyarországon lévő, biológiailag kutatott barlangok földrajzi elhelyezkedése figyelhető meg. A térképen látható a biológiailag feldolgozás alatt álló Kőlyuk-barlang földrajzi elhelyezkedése. A folyóirat 1977. évi különszámába bekerült a tanulmány angol nyelvű változata. Ebben a tanulmányban is közölve lett a térkép, amelyen Kőlyuk a barlang neve.
Az 1977. évi Karszt és Barlang angol nyelvű különszámában megjelent, The longest and deepest caves of Hungary (December 31, 1975) című közleményből megtudható, hogy a Bükk hegységben fekvő, 350 m hosszú Kőlyuk No. 1 Cave 1975. december 31-én Magyarország 34. leghosszabb barlangja. A 35. leghosszabb barlang (Szent István-barlang), a 36. leghosszabb barlang (Legény-barlang) és a 37. leghosszabb barlang (Sátorkőpusztai-barlang) szintén 350 m hosszú. Az 1977. december 31-i állapot szerint (MKBT Meghívó 1978. május) a Bükk hegységben lévő és kb. 350 m hosszú Kő-lyuk I. az ország 36. leghosszabb barlangja.
Az 1977. évi Karszt és Barlangban megjelent összeállítás alapján, 1977. december 31-én Magyarország 39. leghosszabb barlangja a Bükk hegységben elhelyezkedő Kőlyuk I., amely 1977. december 31-én, 1976-ban és 1975-ben kb. 350 m hosszú. A 40. leghosszabb barlang (Szent István-barlang), a 41. leghosszabb barlang (Legény-barlang) és a 42. leghosszabb barlang (Sátorkőpusztai-barlang) szintén kb. 350 m hosszú. Ez az összeállítás naprakészebb az 1978. májusi MKBT Meghívóban publikált listánál. Az 1976-ban összeállított, országos jelentőségű barlangok listájában lévő barlangnevek pontosítása után, 1977. május 30-án összeállított, országos jelentőségű barlangok listáján rajta van a Bükk hegységben, Varbón található barlang Kő-lyuk néven. Az 1978. évi Karszt és Barlangban lévő és Jánossy Dénes által írt megemlékezés szerint Vértes László az Istállós-kői-barlang ásatásán kifejlesztett komplex vizsgálati módszerekkel végezte pl. a kőlyuki ásatást.
Az 1979-ben megjelent, Barlangok a Bükkben című könyvben szó van arról, hogy az Udvar-kőtől ÉK-re 300 m-re lévő Kő-lyuk barlangcsoport bejárásához világítóeszköz és turistaruha mindenképpen kell. A Kő-lyuk 3. felett É–ÉNy-ra helyezkedik el a Kő-lyuk I. A nagy barlangi teremmel induló barlang bejárata meredek falú szikla tövében van. Ezen kívül van két nagy terme (40×20 m és 40×30 m), néhány kisebb terme, és pár folyosója. A Pokol nevű rész csak kötélbiztosítással járható. Általában kevés benne a cseppkő, de az első terem mennyezetén lévő hatalmas gömbded cseppkövek, illetve a második terem kristályos képződményei és általában cseppkőlefolyásai nagyon szépek és érdekesek. A barlang az embereknek és a medvéknek volt tanyája.
Egy helyen a medvekoponyák eltemetésére utaló, szabályos helyzetű medvekoponya-együttest fedeztek fel a kutatók. Sokan (még külföldről is) csak a medvecsontok miatt keresik fel a barlangot, és nem foglalkoznak azzal, hogy néhány, számukra teljesen értéktelen csont felkutatása ürügyén a csontokat tartalmazó talajréteget annyira megbolygatják, hogy a nagyon fontos őslénytani leletek is értéktelenné válnak a kutatók számára. A Kő-lyuktól K-re 30 m-re van a Hillebrand Jenő-barlang bejárata, K-re 500 m-re pedig a Vénusz-barlang bejárata. A kiadványban van egy fénykép, amelyen a barlangban lévő gömbded cseppkövek figyelhetők meg. A könyvhöz mellékelt, a Bükk hegység barlangokban leggazdagabb területét bemutató térképen látható a 91-es számmal jelölt Kő-lyuk barlangcsoport földrajzi elhelyezkedése.
Az 1980. évi Karszt és Barlang 1. félévi számában publikálva lett, hogy a kiemelt jelentőségű Kő-lyuk az 5300-as barlangkataszteri területen (Bükk hegység) helyezkedik el. A barlangnak 5363/4. a barlangkataszteri száma. Az MKBT Dokumentációs Bizottsága a helyszínen el fogja helyezni, a többi kiemelt jelentőségű barlanghoz hasonlóan, a barlang fémlapba ütött barlangkataszteri számát. A barlangkataszteri szám beütéséhez alapul szolgáló fémlap ugyanolyan lesz mint a többi kiemelt jelentőségű barlang fémlapja.
1982. július 1-től az Országos Környezet- és Természetvédelmi Hivatal elnökének 1/1982. (III. 15.) OKTH számú rendelkezése (1. §. és 3. §., illetve 5. sz. melléklet) értelmében a Bükk hegységben lévő Kő-lyuk fokozottan védett barlang. Régészeti jelentősége és őslénytani értékei alapján, valamint a denevérek védelme miatt lett fokozottan védett barlang. Az 1982. szeptember–októberi MKBT Műsorfüzetben meg van említve, hogy a Bükk hegységben található Kő-lyuk fokozottan védett barlang. A felsorolásban a barlangnevek az MKBT által jóváhagyott és használt helyesírás szerint, javított formában lettek közölve. 1983-ban Kárpát József készítette el a barlang térképét.
Az 1984-ben napvilágot látott, Magyarország barlangjai című könyvben van egy Magyarország térkép, amelyen a Magyarországon lévő, biológiailag kutatott barlangok földrajzi elhelyezkedése figyelhető meg. A térképen látható a biológiailag feldolgozás alatt álló Kő-lyuk földrajzi elhelyezkedése. A kiadvány országos barlanglistájában szerepel a Bükk hegységben lévő barlang Kőlyuk I. sz. barlang néven Andókúti-barlang és Nagykőlyuk névváltozatokkal. A listához kapcsolódóan látható az Aggteleki-karszt és a Bükk hegység barlangjainak földrajzi elhelyezkedését bemutató 1:500 000-es méretarányú térképen a barlang földrajzi elhelyezkedése. Az 1985. évi Karszt és Barlangban röviden ismertetve van, hogy a Kő-lyuk volt az egyik helyszíne a VMTE Hatos csoport által rendezett 1984. évi Kinizsi Kupa országos barlangversenynek, amelyet a BEAC Barlangkutató Csoport tagjai, Király G., Németh T. és Rajczy M. nyertek.
Az 1987. december 31-i állapot alapján Magyarország 39. leghosszabb barlangja az 5363/4 barlangkataszteri számú és 484 m hosszú Kő-lyuk. Az összeállítás szerint az 1977. évi Karszt és Barlangban közölt hosszúsági listában a barlang kb. 350 m hosszú. Kárpát József 1983. évi barlangfelmérése állapította meg, hogy a barlang 484 m hosszú. Az 1989. évi Karszt és Barlangban publikált, Topál György által írt tanulmányban meg van említve, hogy az MKBT 1985-ben kijelölt 20 barlangot és a társulat ajánlotta a munkában önkéntesen résztvevőknek, hogy legyen ezekben évente elvileg egy-egy téli és nyári denevérszámlálás. A kijelölt barlangok közül 1988-ig pl. a Kő-lyukban történt denevér-megfigyelés. A folyóirat 1989. évi különszámában napvilágot látott ennek a tanulmánynak az angol nyelvű változata. Ebben a tanulmányban is Kő-lyuk a barlang neve.
Az 1989. évi Karszt és Barlangban lévő, Magyarország barlangjai című összeállításban szó van arról, hogy a Garadna-völgy É-i oldalán emelkedő Kis-fennsík mészkövében lévő sok barlang közül egyik sem éri el az 1 km-es hosszúságot. Ezek közül a kis barlangok közül az egyik legismertebb a Kő-lyuk, amely barlangi medve maradványai miatt híres. A publikációban lévő 3. ábrán (Bükk hegység térkép) be van mutatva a barlang földrajzi elhelyezkedése. A folyóirat 1989. évi különszámában napvilágot látott ennek az utóbbi tanulmánynak az angol nyelvű változata (The caves of Hungary). Ebben a tanulmányban Kő-lyuk Cave (Kő-lyuk) a barlang neve. Az angol nyelvű tanulmányhoz mellékelve megjelent egy olyan lista, amelyben Magyarország leghosszabb barlangjai vannak felsorolva. A felsorolás szerint a Bükk hegységben fekvő, 484 m hosszú Kő-lyuk (Kő-lyuk Cave) 1988-ban Magyarország 40. leghosszabb barlangja. (1977-ben 350 m hosszú volt a barlang.)
1992-ben lezáratta a barlang bejáratát a Bükki Nemzeti Park Igazgatóság a denevérek zavarásának megakadályozása érdekében és illegális ásatások ellen. 1998. május 14-től a környezetvédelmi és területfejlesztési miniszter 13/1998. (V. 6.) KTM rendelete szerint a Bükki Nemzeti Park Igazgatóság illetékességi területén, a Bükk hegységben található Kő-lyuk az igazgatóság engedélyével látogatható. 1999-ben Regős József a Bükki Nemzeti Park Igazgatóságának megbízásából elvégezte természeti állapotfelvételét. 2001. május 17-től a környezetvédelmi miniszter 13/2001. (V. 9.) KöM rendeletének értelmében a Bükk hegység területén lévő Kő-lyuk fokozottan védett barlang. Egyidejűleg a fokozottan védett barlangok körének megállapításáról szóló 1/1982. (III. 15.) OKTH rendelkezés hatályát veszti.
A 2003-ban kiadott, Magyarország fokozottan védett barlangjai című könyvben található barlangismertetésben az olvasható, hogy 484 m hosszú, 23 m függőleges kiterjedésű és 125 m vízszintes kiterjedésű. A könyvben lévő, Egri Csaba és Nyerges Attila által készített hosszúsági lista szerint a Bükk hegységben lévő és 5363-4 barlangkataszteri számú Kő-lyuk Magyarország 50. leghosszabb barlangja 2002-ben. A 2002-ben 484 m hosszú barlang 1977-ben kb. 350 m és 1987-ben 484 m hosszú volt. 2005. szeptember 1-től a környezetvédelmi és vízügyi miniszter 22/2005. (VIII. 31.) KvVM rendelete szerint a Bükki Nemzeti Park Igazgatóság működési területén, a Bükk hegységben található Kő-lyuk látogatók számára nem megnyitott szakaszai a felügyelőség engedélyével látogathatók. 2005. szeptember 1-től a környezetvédelmi és vízügyi miniszter 23/2005. (VIII. 31.) KvVM rendelete szerint a Bükk hegységben lévő Kő-lyuk fokozottan védett barlang.
A 2005-ben megjelent, Magyar hegyisport és turista enciklopédia című kiadványban önálló szócikke van a barlangnak. A szócikk szerint a Kő-lyuk fokozottan védett természeti érték, amely a Bükk hegységben található. A Kis-fennsíkon, a Kőlyuk-Galya DK-i lejtőjén lévő egyik sziklafal tövében, 441 m tszf. magasságban van a bejárata. Magyarország egyik legérdekesebb, még sok titkot rejtő kultúrtörténeti értéke a barlang. Az előtérben végzett ásatással tárták fel 1944-ben a triász mészkőben keletkezett, 484 m hosszú inaktív forrásbarlangot. A változatos formájú cseppkövekkel és montmilch-hel díszített elágazó járatait két nagy és több kisebb terem kapcsolja össze. Sok barlangi medve koponyát és gazdag bronzkori leletanyagot találtak kitöltésében. A kőkorban élt ember a helyet valószínűleg kultikus célokra használta. Jelentős denevértanya az 1951-ben régészeti védelem alá helyezett üregrendszer. Engedéllyel és alapfelszereléssel járható a lezárt barlang.
2007. március 8-tól a környezetvédelmi és vízügyi miniszter 3/2007. (I. 22.) KvVM rendelete szerint a Bükki Nemzeti Park Igazgatóság működési területén lévő Bükk hegységben elhelyezkedő Kő-lyuk látogatók számára nem megnyitott szakaszai az igazgatóság engedélyével tekinthetők meg. 2013. július 19-től a vidékfejlesztési miniszter 58/2013. (VII. 11.) VM rendelete szerint a Kő-lyuk (Bükk hegység, Bükki Nemzeti Park Igazgatóság működési területe) idegenforgalom számára nem megnyitott szakaszai az igazgatóság hozzájárulásával látogathatók. 2013. augusztus 12-től a belügyminiszter 43/2013. (VIII. 9.) BM rendelete szerint a Borsod-Abaúj-Zemplén megyei, parasznyai, 5363-4 barlangkataszteri számú és 23922 lelőhely-azonosítójú Kő-lyuk régészeti szempontból jelentős barlangnak minősül.
A 2012–2014. évi Karszt és Barlangban közölve lett, hogy a turistáknak kiépített Kő-lyukat 2012-ben 264 fő, 2013-ban 162 fő, 2014-ben 193 fő látogatta meg overállos barlangtúrán. 2015. november 3-tól a földművelésügyi miniszter 66/2015. (X. 26.) FM rendelete szerint a Kő-lyuk (Bükk hegység) fokozottan védett barlang. 2018. május 13-án az MKBT Verocs Szakosztály néhány sérültje túrázott a barlangban. 2021. május 10-től az agrárminiszter 17/2021. (IV. 9.) AM rendelete szerint a Kő-lyuk (Bükk hegység, Bükki Nemzeti Park Igazgatóság működési területe) idegenforgalom számára nem megnyitott szakaszai az igazgatóság engedélyével látogathatók. A 13/1998. (V. 6.) KTM rendelet egyidejűleg hatályát veszti.

## Látogatási statisztika
A Kő-lyuk látogatóinak száma évenként:
| év              | 2006 | 2007 | 2008 | 2009 | 2010 | 2011 | 2012 | 2013 | 2014 | 2015 | 2016 | 2017 | 2018 |
| látogatók száma | 17   | 66   | 235  | 191  | 221  | 108  | 264  | 162  | 193  | 238  | 234  | 234  | 159  |

## További irodalom
- Loksa Imre: Die Spinnen der Kőlyuk-Höhlen im Bükkgebirge. (Biospeologica Hungarica XXXIII.). Annales Universitatis Scientiarum Budapestinensis de Rolando Eötvös Nominatae. Sectio biologica. 1970. (12. évf.) 269–276. old.